# Заєць Авакум Корнійович
Авакум Корнійович Заєць (15 грудня 1898, Теліжинці Тетіївський район Київська область — 19 липня 1986, Нікополь) — український священник, протоієрей, фундатор УАПЦ на Нікопольщині.

## Біографія

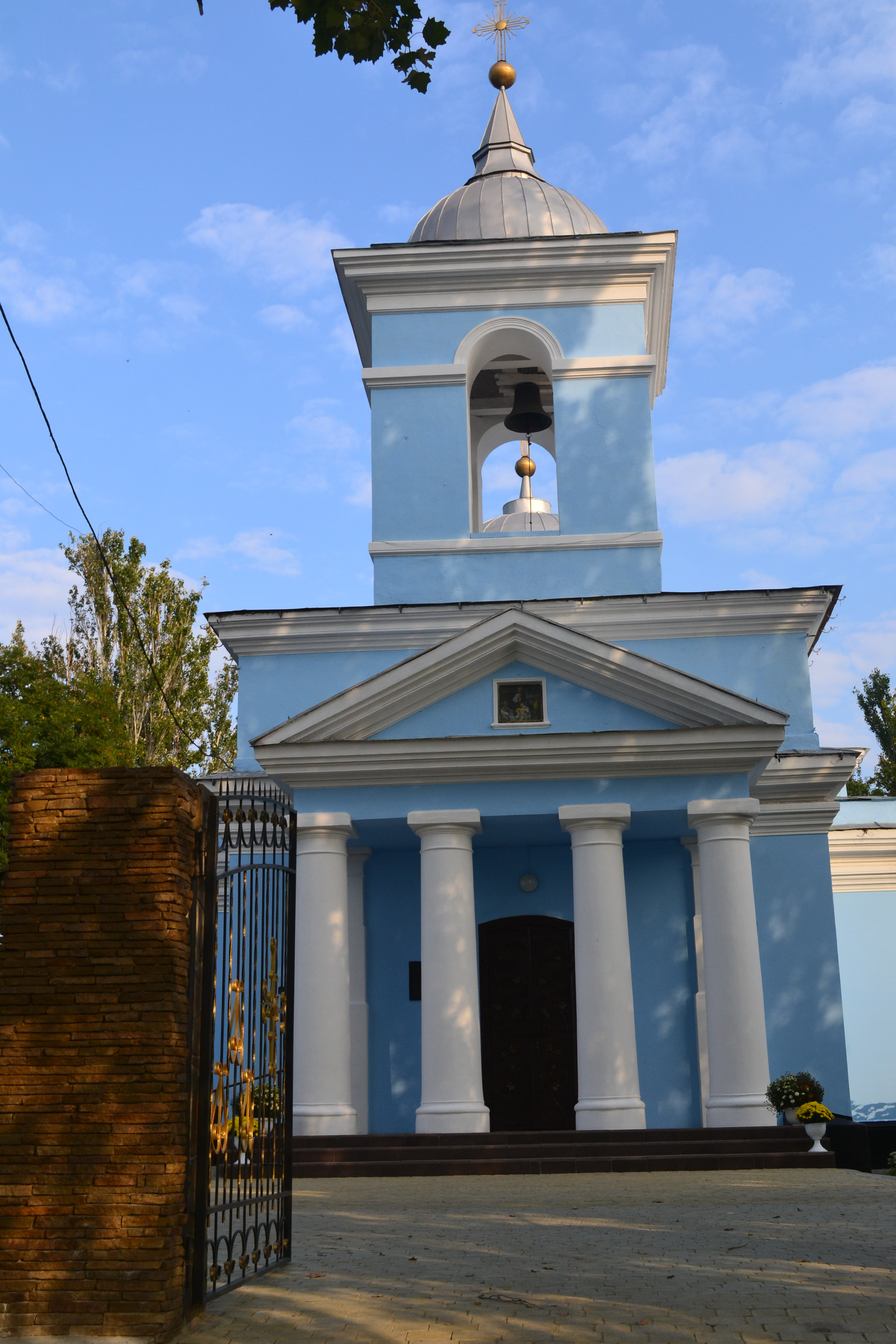
Церква Різдва Богородиці в якій з 1940 по 1982 роки о. Авакум був священником

Авакум Корнійович Заєць народився 1898 року в селянській родині в селі Теліжинці Тетіївського району Київської області. 1920 року вступив до Київського інституту народного господарства, однак залишає навчання і долучається до відновлення Української автокефальної православної церкви. Був делегатом Всеукраїнського православного церковного собору 1921 року, який здійснив організаційне оформлення Української автокефальної православної церкви на засадах автокефалії. 1923 року митрополит УАПЦ Василь Липківський висвятив його у сан священника.
У 1928 році о. Авакум був заарештований і висланий на чотири роки на Соловецькі острови, згодом у Кандалакша та Пінозеро. Після звільнення 1932 року стає священником в селі Кам'янці Запорізької області, а з 1935 — у Нікополі. Від 1940 до 1982 року був настоятелем Церкви Різдва Пресвятої Богородиці у Нікополі. Під час свого служіння православній церкві, навіть в радянські часи, не зважаючи на переслідування влади, отець Авакум проводив служби виключно українською мовою. 1982 року о. Авакум був усунений з посади священника, на його місце призначають священника з Росії, який не знав української мови, спалив україномовну духовну літературу і перевів службу на церковнослов'янську мову.
Помер о. Авакум Заєць 19 липня 1986 року, похований на церковному подвір'ї храму Різдва Богородиці міста Нікополь.

## Вшанування пам'яті
Українська православна церква Київського патріархату у Вселенську м'ясопусну поминальну суботу та у роковини смерті протоієрея Авакума Зайця вшановує його пам'ять заупокійним богослужінням в усіх храмах Нікопольського благочиння та панахидою на могилі.